# Jacques Arcadelt
Jacques Arcadelt (Països Baixos, 1514 - París, 1557) fou un compositor de música francoflamenc.
El 1539 era mestre del cor d'infants de la capella del Vaticà i cantor d'aquesta: es formà sobretot sota la influència de Josquin Desprez i l'escola belga. En el seu temps era anomenat regius musicus a Roma; després entrà al servei del cardenal Charles de Lorena a París 1557, i fou nomenat regius musicus el mateix any.
Arcadelt és famós per haver estat un dels primers i més genials compositors de madrigals, - sobretot de Petrarca -, que es distingeixen per llur estil de puresa, elegància i fàcil (de 1539 a 1544 escrigué cinc llibres per a quatre i un a tres veus); també se li deu un llibre amb diverses misses a tres i fins a set veus, se li atribueixen les obres: Recopilació de cançons franceses instrumentades i L'excel·lència de les cançons musicals.
Al Museu Britànic s'hi conserva una còpia dels quatre primers llibres dels madrigals.